# Neotoma fuscipes
Neotoma fuscipes е вид бозайник от семейство Хомякови (Cricetidae).

## Разпространение
Видът е разпространен в Мексико (Долна Калифорния) и САЩ (Калифорния и Орегон).